# イット・ウォント・ビー・ロング
「イット・ウォント・ビー・ロング」（It Won't Be Long）は、ビートルズの楽曲である。1963年に発売された2作目のイギリス盤公式オリジナル・アルバム『ウィズ・ザ・ビートルズ』のオープニング・トラックで、同作のために最初に録音されたオリジナル楽曲。レノン＝マッカートニー名義となっているが、主な作曲者はジョン・レノンで、作詞と編曲の面でポール・マッカートニーが手伝っている。

## 背景・曲の構成
レノンは、1971年と1980年に本作の作者であることを主張している。一方で、マッカートニーは、1995年に「ジョンがメインで歌っているから、彼のオリジナルのアイデアだと思うけど、2人で座って一緒に書いたんだ」と語っている。サビは、「be long」と「belong」を掛け合わせた言葉遊びとなっている。本作では、コールアンドレスポンスのような「yeah」のコーラス、スケール感のあるギターリフなど、ビートルズの活動初期のトレードマークとなっている要素が見受けられる。
レノンは「これも僕。二枚目のアルバムに入れた。これは特殊な効果音を使っていて、エンディングは正にクラシックのマーラーによるシンフォニーの終わり方なんだ。でも本当はいったい全体それがどんなことか僕にはわからなかったけどね」と語っている。また、1980年の『プレイボーイ』誌のインタビューでは、「シングル用の曲を書こうとしたんだけど、うまくできなかった。ロンドン・タイムスのなんとかって記者が『イオリアン的抑揚』というようなことを書いてた。ビートルズの知的解釈というやつの始まりさ」と語っている。

## レコーディングとリリース
「イット・ウォント・ビー・ロング」のレコーディングは、1963年7月30日にEMIレコーディング・スタジオのスタジオ2で行なわれた。午前10時から午後1時30分までのセッションで、バッキング・トラックの録音が行なわれた。バッキング・トラックの録音には10テイクが費やされたが、そのうちの2テイクはエンディング部分のオーバー・ダビングであった。テイク7は完成バージョンに近い仕上がりで、プレイバックにはテイクを告げるアナウンスとカウントインが含まれていた。また、このセッションの最後のテイクと思われるもう1つのテイクもプレイバックされており、こちらではテイク7よりも緩やかに歌われ、エンディングの直前でカットされていた。
午後5時から午後11時までのセッションで、ポータブル・テープを聴いたビートルズは、テイク7が優れていると判断し、以降のオーバー・ダブをすべてこのテイクで行なった。テイク11からテイク17は曲全体にレノンの2本目のリード・ボーカルのパートを加えたもの、テイク18からテイク23は曲のエンディングを編集でオーバー・ダビングしたもので、このうちテイク21がベストとされている。モノラル・ミックスでは、曲の1分59秒にテイク21の「Till I belong」というフレーズが継ぎ足され、ステレオ・ミックスではテイク17を未編集のまま使用している。
イギリスでは1963年11月22日に発売された『ウィズ・ザ・ビートルズ』、アメリカでは1964年1月20日に発売された『ミート・ザ・ビートルズ』に収録された。
1964年3月にBBCの『Ready Steady Go!』で披露（マイム演奏）された。

## クレジット
※出典
- ジョン・レノン - ダブルトラックのボーカル、リズムギター
- ポール・マッカートニー - バッキング・ボーカル、ベース
- ジョージ・ハリスン - バッキング・ボーカル、リードギター
- リンゴ・スター - ドラム
- ジョージ・マーティン - プロデュース
- ノーマン・スミス - エンジニア

## カバー・バージョン
- レッド・クロス（英語版） - 1984年に発売されたアルバム『Teen Babes from Monsanto』に収録[15]。
- リチャード・トンプソン - 2003年に発売されたアルバム『1000 Years of Popular Music』に収録[16]。